# Klosters
Klosters (do roku 2020 zněl oficiální název obce Klosters-Serneus, rétorománsky Claustra) je obec ve švýcarském kantonu Graubünden, okresu Prättigau/Davos. Nachází se v údolí Prättigau, asi 25 kilometrů severovýchodně od kantonálního hlavního města Churu, v nadmořské výšce 1 179 metrů. Žije zde přibližně 4 500 obyvatel.

## Geografie

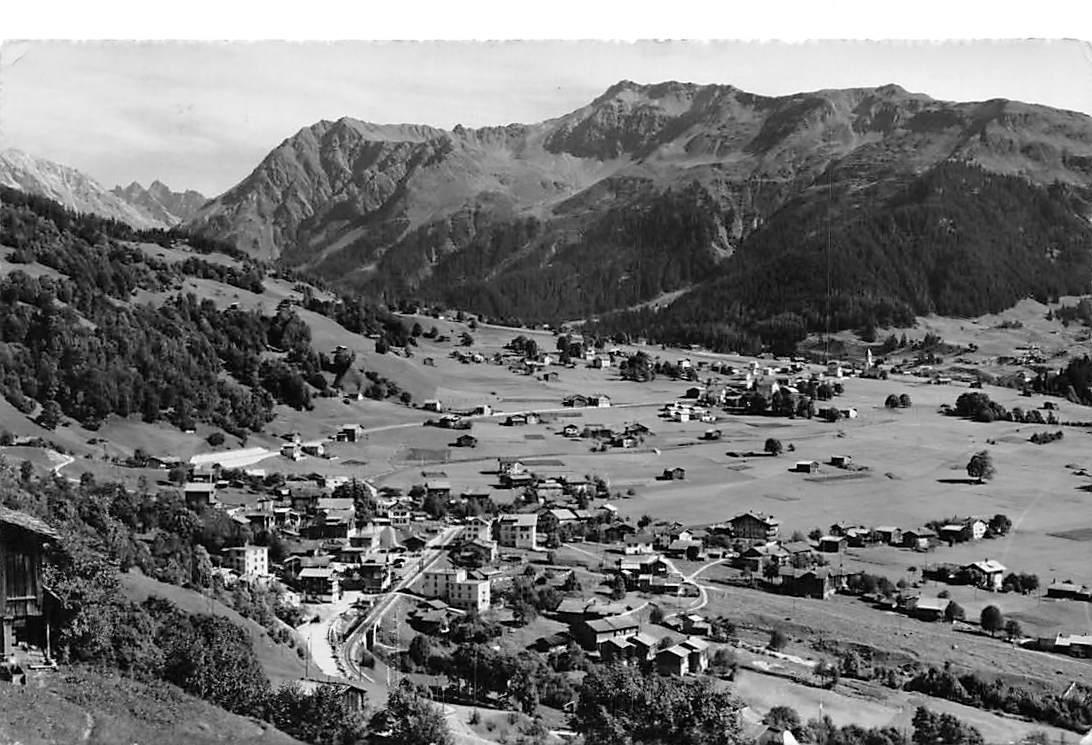
Klosters Dorf (1947)

Klosters je nejvýše položenou obcí údolí Prättigau. Skládá se z osmi místních částí: Platz, Dorf, Selfranga, Aeuja, Monbiel, Serneus, Mezzaselva a Saas in Prättigau.
Rozsáhlý katastr obce se z velké části shoduje s povodím horního toku řeky Landquart, takže hranice obce probíhá dlouhými úseky po rozvodí proti sousedním údolím Montafon, Dolní Engadin, Landwassertal (Davos) a Schanfigg. Teprve v průsmyku Wolfgang končí hranice Klosters dva kilometry před vrcholem průsmyku. Charakteristickým prvkem krajiny je široká kotlina, kde se spojuje řeka Landquart, potok Stützbach přitékající zleva a potok Schlappinbach přitékající zprava. Přibližně 10 km dlouhé údolí Schlappintal vede zpočátku západním směrem a v polovině své délky se stáčí na jihojihozápad. Na severu hraničí se západním úpatím Silvretty, které vrcholí horou Rotbüelspitz (2 852 m), se Schlappiner Joch a Rätikonem a tvoří také státní hranici s Rakouskem. Dále na jihovýchod vede hranice přes vrcholy Chessispitz (2 833 m) a Východní a Západní Plattenspitze (2 883 m) na Grosser Seehorn (3 121 m) a dále přes Grosser Litzner (3 109 m) na Silvrettahorn (3 244 m), severovýchodní cíp oblasti Klosters.
Centrum lázeňského střediska a lokality pro zimní sporty tvoří osady Platz (1 206 m n. m.) a Dorf (1 124 m n. m.) v oblasti sbíhajícího se údolí, které vznikly společně v důsledku stavební činnosti ve 20. století. Bezprostředně na jihu sousedí Selfranga, dva kilometry východně od Klosters Platz leží vesnice Äuja (1 207 m n. m.) a tři kilometry východně Monbiel (1291 m). Pod obcí Klosters se údolí zužuje. V  místě, kde se řeka opět rozšiřuje, se po levé straně Landquartu nachází obec Serneus (990 m n. m.) a na druhé straně řeky dlouho roztroušená osada Mezzaselva, které společně tvořily do roku 1872 samostatnou obec Serneus. Kromě větších sídel se v obci nachází řada samostatných zemědělských usedlostí a Maiensässen. Vesnice Schlappin (1 658 m) v ohybu stejnojmenného údolí byla až do 17. století celoročně osídlena.
Sousedními obcemi jsou Arosa, Conters im Prättigau, Davos, Zernez a rakouské Gaschurn a St. Gallenkirch (spolková země Vorarlbersko).

## Historie

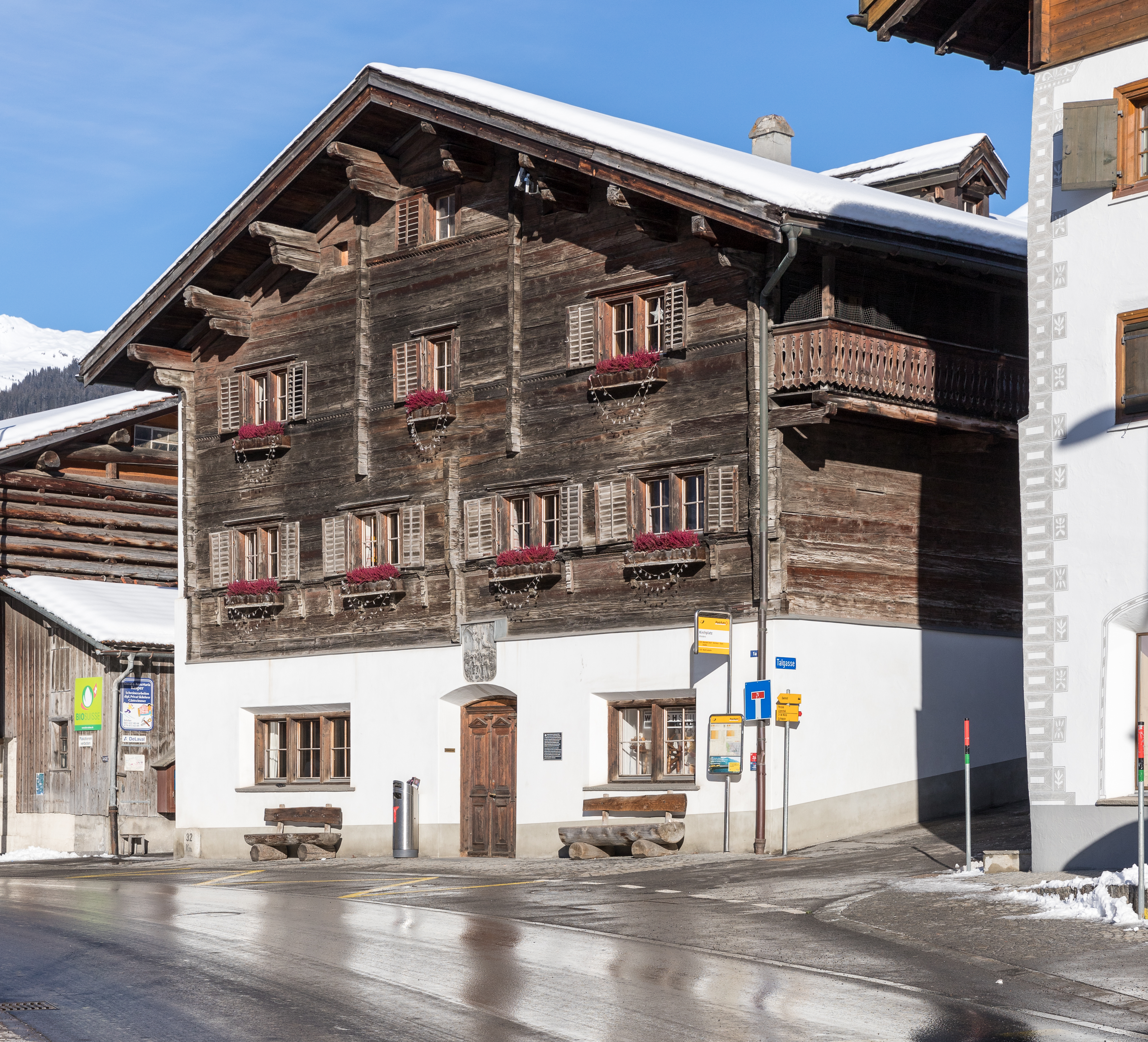
stará radnice

Název Klosters je odvozen od premonstrátského kláštera Klösterli im Walt, dceřiné fundace Churwaldenu, poprvé zmiňované v listině z roku 1222 a zasvěcené svatému Jakubovi. V 15. století se v horském pásmu okolí začalo se střídavými úspěchy těžit stříbro, olovo a železo,  horní činnost ustala v 19. století.  Po zrušení kláštera v roce 1528 byl budovy užívány až do prättigauské války,  v roce 1621 byla část zničena, románská věž reformovaného farního kostela byla renovovaná v roce 1921 a dosud tvoří centrum obce Klosters Platz. Naproti kostelu stojí Stará radnice (Jeuchenhaus) z roku 1680, dřevěný dům v typickém stylu údolí Prättigau s cihlovým soklem a portálem zdobeným erbem. Malé muzeum místní historie Nutli Hüschi sídlí v rekonstruovaném statku ze 16. století. V roce 1770 došlo v Monbielu ke katastrofálnímu sesuvu půdy, který si vyžádal 19 obětí na životech a poškodil mnoho staveb. Od roku 1861 začala výstavba hotelů, v jejich službách je v současnosti zaměstnána většina obyvatel.
V roce 2012 byl připravován projekt sloučení obcí Klosters-Serneus, Küblis, Saas, St. Antönien a Luzein; byl však brzy přerušen. 14. června 2015 schválili voliči obou obcí Saas a Klosters-Serneus připojení Saasu k obci Klosters-Serneus k 1. lednu 2016.

## Obyvatelstvo
| Rok            | 1850  | 1900  | 1930  | 1950  | 2000  | 2010  | 2019  |
| Počet obyvatel | 1 302 | 1 555 | 2 558 | 2 978 | 3 890 | 4 650 | 4 431 |

## Doprava

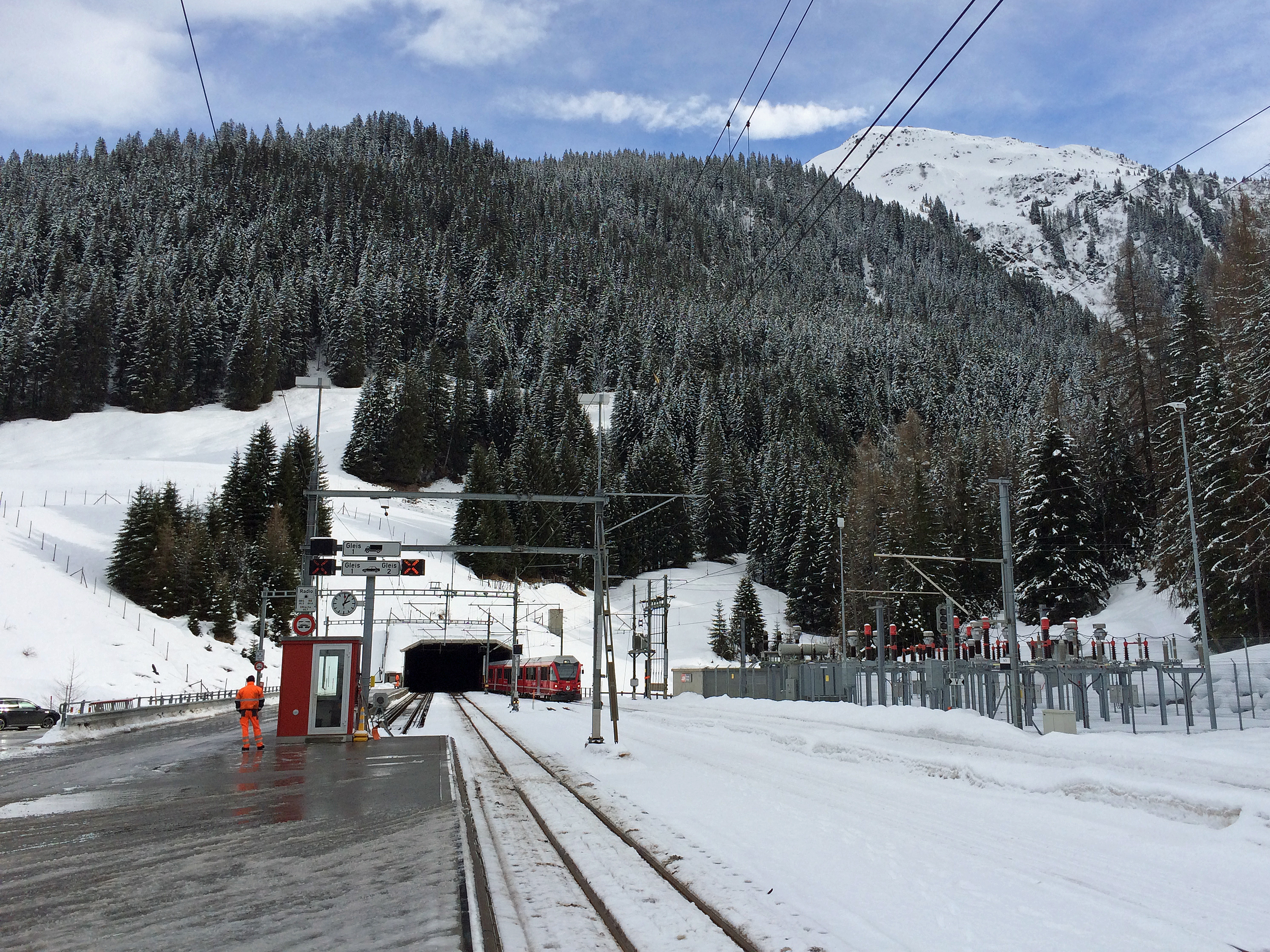
Nakládací stanice Selfranga

### Železniční doprava
Klosters je významným železničním uzlem širšího okolí; leží na železniční trati Landquart – Davos Platz, nejstarší trati Rhétské dráhy a otevřené roku 1890. Stanice Klosters Dorf, Klosters (Platz) a Cavadürli (1352 m) jsou od té doby konečnou stanicí pro nespočet turistů a od roku 1904 také pro milovníky zimních sportů. Klosters je od roku 1930 průjezdní stanicí; od té doby vede trať do Davosu 400 m dlouhým tunelem Klosters-Kehrtunnel.
Od roku 1999 se z ní odpojuje tzv. trať Vereina do Sagliains, jejíž součástí je i tunel Vereina, nejdelší úzkorozchodný železniční tunel na světě, zajišťující celoroční spojení údolí Prättigau a Engadin. Ve vesnici Selfranga byla vybudována nakládací stanice pro automobily, které mohou být přepravovány autovlaky do Engadinu.

### Silniční doprava

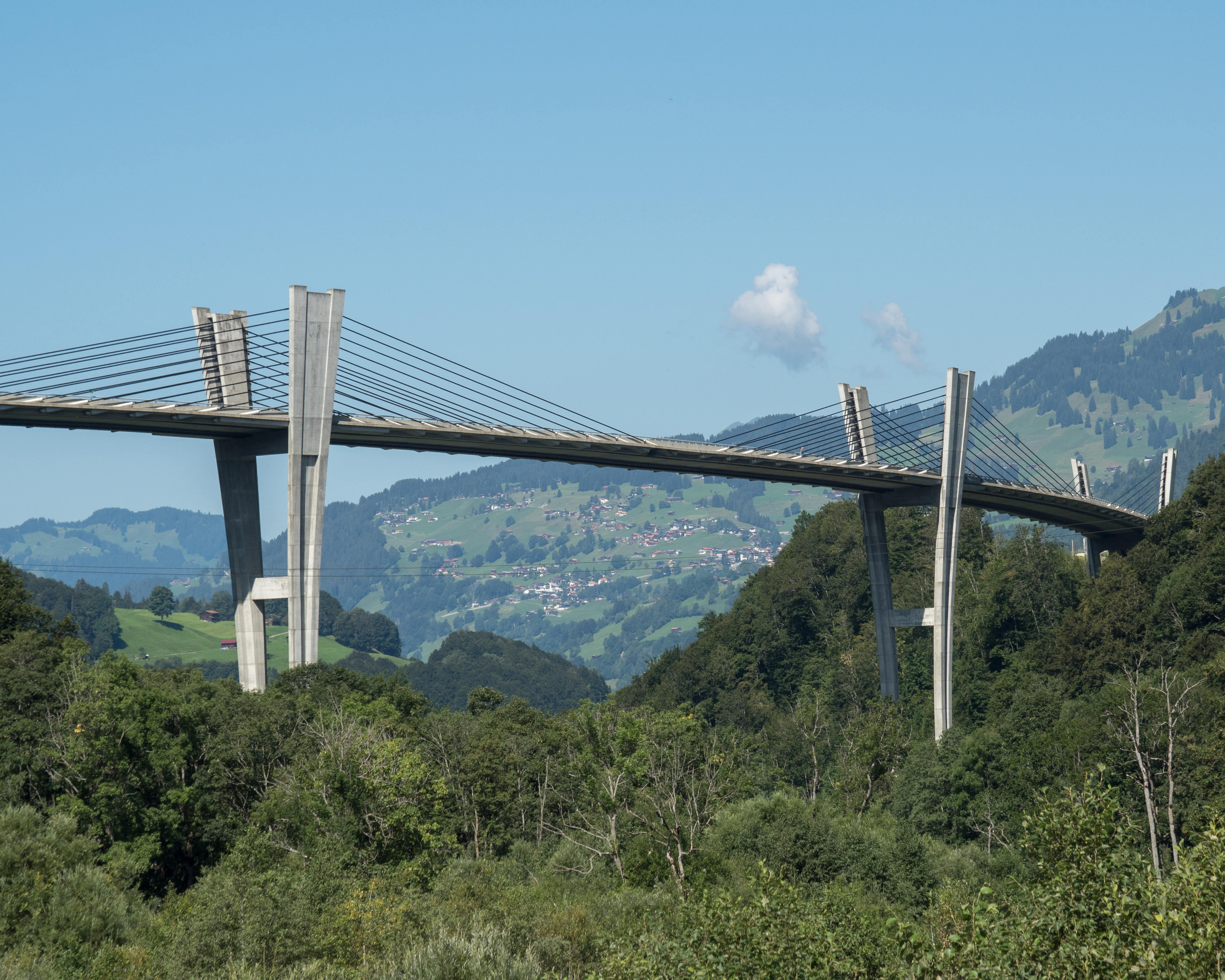
Sunnibergbrücke

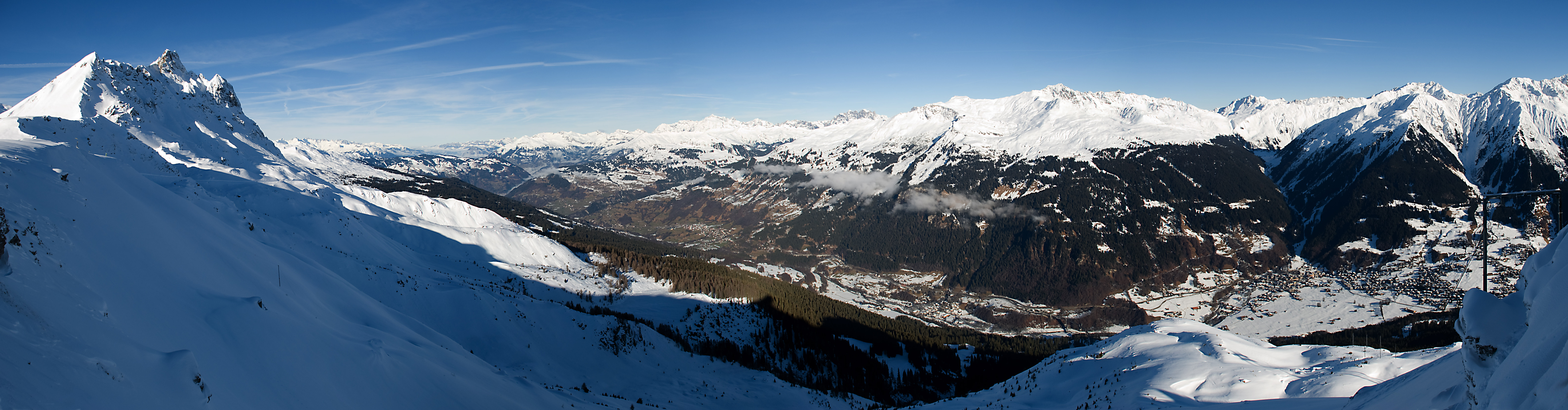
Panorama údolí Prättigau s Klosters

Obec leží na kantonální hlavní silnici č. 28, vedoucí v trase Landquart – Klosters – Davos – Susch – Müstair. Dopravní situace v Klosters byla po mnoho let dramatická, protože veškerá silniční doprava z Landquartu do Davosu nebo Dolního Engadinu musela projíždět středem obce po hlavní silnici. Aby se tato situace vyřešila, byla v průběhu výstavby tunelu Vereina zahájena výstavba obchvatu Klosters: most Sunnibergbrücke, silniční most přes údolí řeky Landquart pod obcí Klosters Dorf, a bezprostředně navazující tunel Gotschna, který obloukem prochází pod řekou Gotschna a u nákladového nádraží Selfranga opět vystupuje na povrch.
Obě stavby byly otevřeny 9. prosince 2005 ministrem dopravy Moritzem Leuenbergerem a britským následníkem trůnu princem Charlesem a z velké části odlehčily Klostersu od tranzitní dopravy.

## Památky a turistika

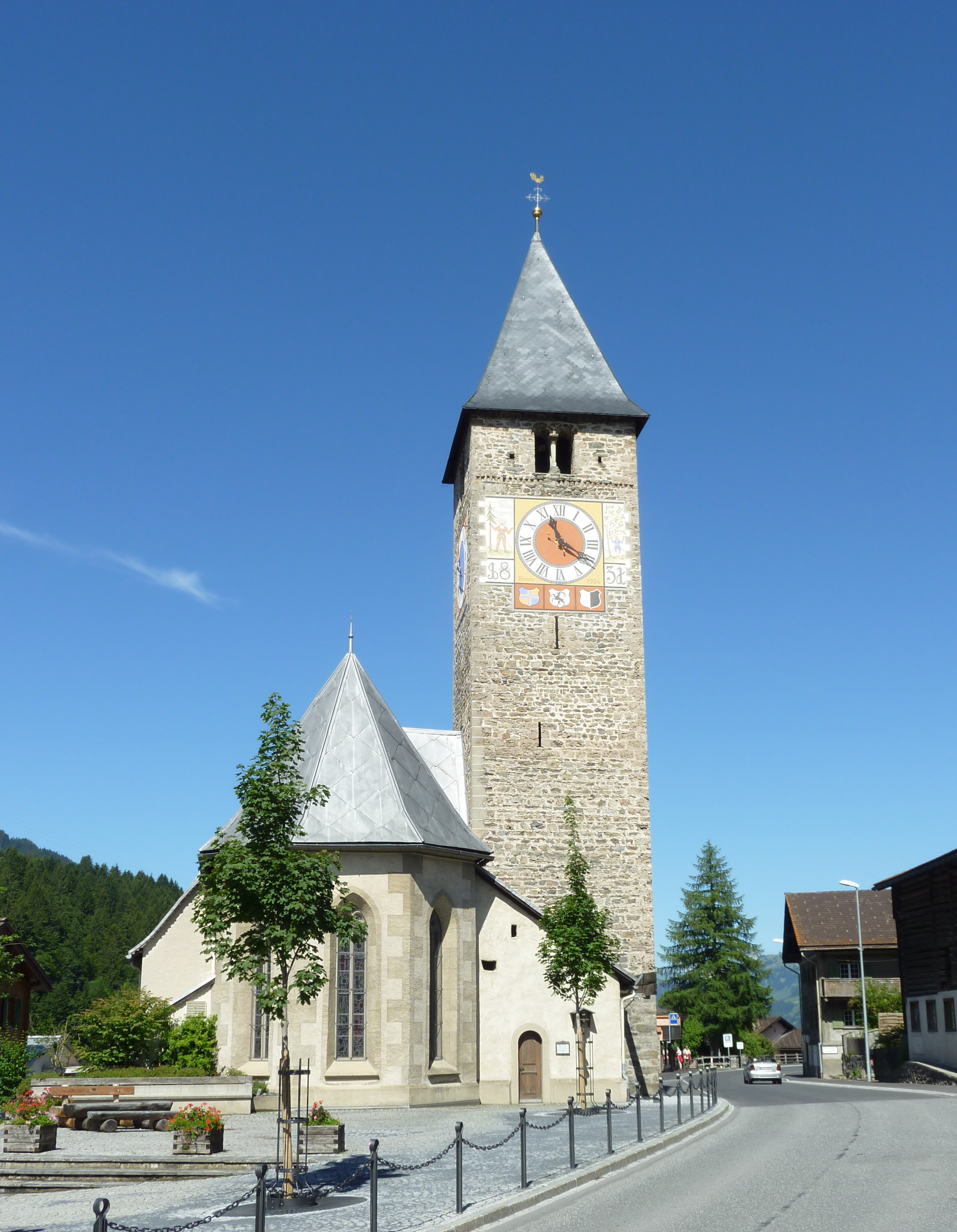
Farní evangelický kostel

- Evangelický kostel - středověký, původně farní kostel sv. Jakuba obce Saas im Prättigau, z něhož se zachovala věž ze 13. století a pětiboký závěr z 15. století (vysvěcený roku 1493); byl inkorporován zdejšímu proboštství premonstrátského kláštera v  Churwaldenu;  od roku 1526 slouží reformované církvi; roku 1621 jej vyplenilo rakouské vojsko; katolíci si v letech 1921–1922 v obci postavili nový kostel, v roce 1964 ho opět přestavěli a vzhledem k převažujícímu počtu evangelíků slouží oběma církvím v poměru bohoslužeb 2:1. Fara byla přistavěna roku 2008.
- stará radnice (zvaná Jeuchenhaus) - založena roku 1680, z té doby se dochovaly zděné partie z cihel s kamennými základy, jde o typický alpský horský dům s dřevěnými patry a balkónem.
- Nutli Hüschi - původně obytný dům z roku 1565, nejstarší dochovaný, společně s novodobou kopií dřevěné stodoly tvořil statek; slouží jako etnografické muzeum; vystavuje především nábytek, hračky, zemědělské a řemeslnické nástroje. [3]

## Sport
- Zimní sporty - lokalita je známa vynikajícími lyžařskými terény a sítí lyžařských vleků. tradičně ji navštěvují osobnosti politického i kulturního světa, například princ Charles.
- Arena slouží ostatním sportům i slavnostem. Každoročně v červnu se zde koná Tenisový turnaj mužů a žen, který pořádá   Mezinárodní tenisová federace ITF, účastní se ho především začínající profesionální tenisté a tenistky.[4]